# Белогуш гмуркач
Белогуш гмуркач (Gavia pacifica) е вид птица от семейство Gaviidae.

## Разпространение и местообитание
Разпространен е в Канада, Мексико, Русия, САЩ и Япония.